# Милена Рудницка
Милена Ивановна Рудницка (на украински: Мілена Іванівна Рудницька; на полски: Milena Rudnycka; 15 юли 1892 г., Зборов – 29 март 1976 г., Мюнхен) е украинска политическа и социална активистка, журналистка, педагожка, активистка на Украинското национално демократично обединение (УНДО), ръководител на централния съвет на Съюза на украинските жени (от 1928 г.). През 1928 – 1935 г. е депутат в полския Сейм от втора и трета каденция.
Тя е учителка в училище, а след това през 1921 – 1928 г. – учителка във Висшите педагогически курсове в Лвов. Председател на Централния съвет на Съюза на украинците в Лвов, участничка в конгреса на украинските жени в Станиславов (сега Ивано-Франкивск) през 1934 г., член на Световната асоциация на украинците и организацията „Дружина на княгиня Олга“.
Тя е активен член на УНДО. В периода 1928 – 1935 г. е депутат в полския Сейм, член на комитетите по образование и външни работи в него. Като представител на така нареченото украинско парламентарно представителство тя изпраща петиции до Лигата на нациите, включително във връзка с умиротворяването на Източна Галиция през 1930 г. и във връзка с масовия глад проз 1932 – 1933 г. в Украинска ССР.
През 1936 – 1939 г. Рудницка е член на Президиума на украинския комитет за контакти в Лвов. През 1935 – 1939 г. редактира двуседмичното списание „Жинка“.
След съветското нашествие в Полша и окупацията на Лвов от Червената армия, тя напуска града със сина си, бягайки в зоната на германската окупация на Полша. Първоначално Рудницка остава в Краков, през лятото на 1940 г. отива в Берлин, а след това, през 1943 г., в Прага. От 1945 г. тя остава в емиграция – първо във Фелдкирх, а от 1946 г. живее в Женева, където отива по покана на международния Червен кръст. През 1946 – 1950 г. е председател на Украинския комитет за помощ. През 1950 – 1958 г. работи за украинския вестник „Свобода“ в Ню Йорк, през 1956 – 1960 работи за Радио „Свобода“ в Мюнхен. Живее последователно в Ню Йорк, Рим и Мюнхен. През 1948 – 1950 г. Рудницка е представител на т. нар. Украинска народна рада в Швейцария.
Неин съпруг е Павло Лисяк, син – Иван Лисяк-Рудницки, брат – Иван Кедрин-Рудницки.
На 20 септември 1997 г. пепелта ѝ е пренесена на Личаковското гробище.